# Тори (Боржомский муниципалитет)
Тори (груз. თორი) — село в Грузии, на территории Боржомского муниципалитета края (мхаре) Самцхе-Джавахети.

## География
Село находится на юге центральной части Грузии, к западу от реки Боржомулы, на расстоянии 8 километров (по прямой) к юго-востоку от города Боржоми, административного центра муниципалитета. Абсолютная высота — 1608 метров над уровнем моря.

## Население
По результатам официальной переписи населения 2014 года, в Тори проживало 17 человек (10 мужчин и 7 женщин). В национальной структуре населения грузины составляли 94 %, украинцы — 6 %.
| Год  | Население, человек |
| ---- | ------------------ |
| 2002 | 0                  |
| 2014 | ↗ 17               |